# Thomas Kjellgren
Thomas Gilbert Kjellgren, född 7 juni 1950 i Kristianstad, är en svensk författare, poet, översättare och kurator

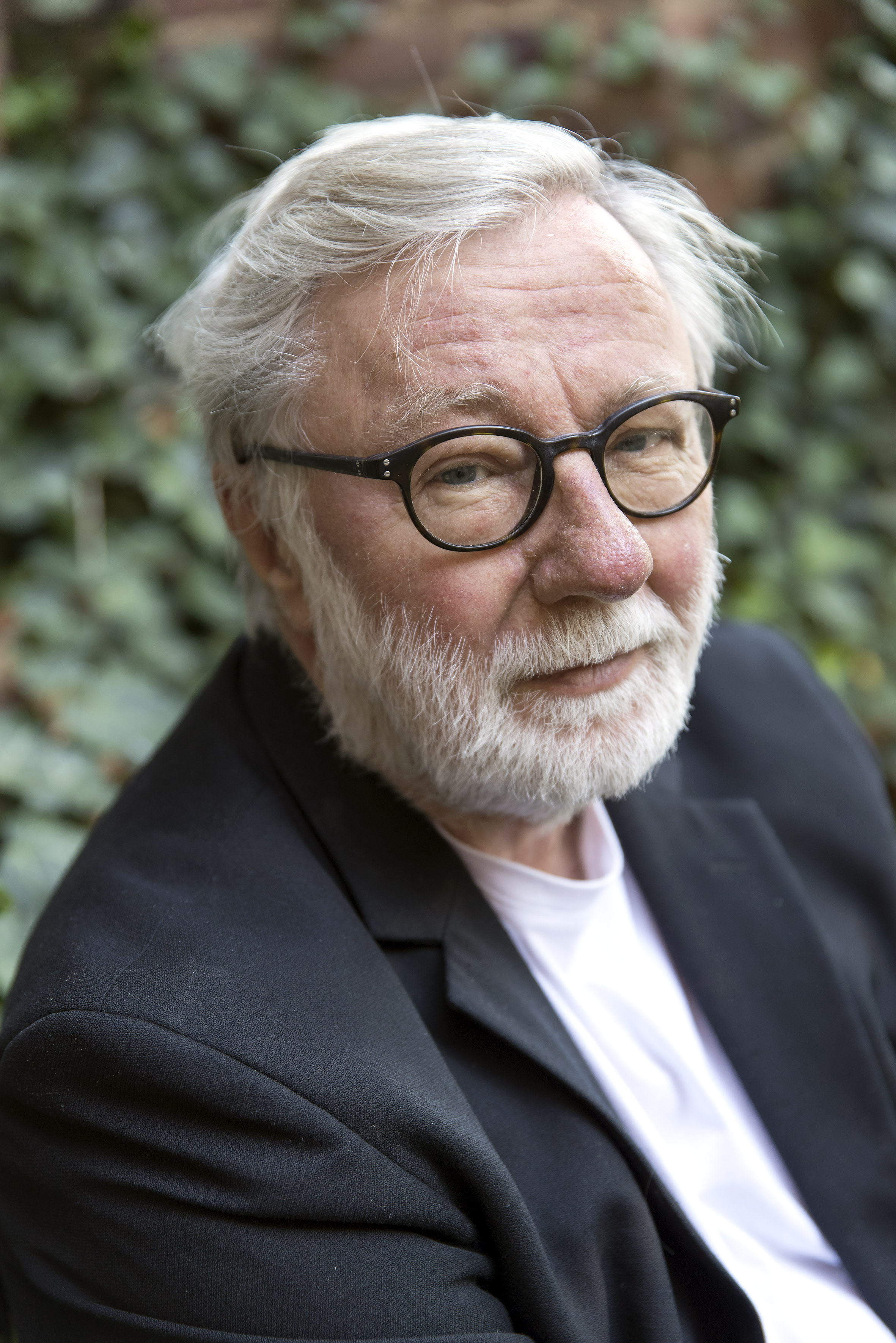
Thomas Kjellgren.

## Biografi
Thomas Kjellgren växte upp i Åhus. Mellan 1970 och 1975 studerade han konst- och litteraturvetenskap vid Stockholms universitet och åren 1976–1978 utbildade han sig vid Bibliotekshögskolan i Borås. Thomas Kjellgren debuterade 1972 med Inhemsk resa på Cavefors förlag tillsammans med Sune Nordgren och har sedan dess givit ut 47 böcker.
Thomas Kjellgren har varit redaktör för tidskrifterna Kalejdoskop, Ariel och Grafiknytt samt recensent och skribent i bl.a. Arbetet och Kristianstadsbladet i ämnena litteratur och konst.
Mellan 1997 och 2000 arbetade Thomas Kjellgren som intendent på Grafikens Hus i Mariefred. 2001 blev han chef för nybildade Kristianstads konsthall och var konsthallschef fram till 2014.